# Colibacillosi
La colibacillosi è una patologia provocata dal batterio Escherichia coli.
Può colpire sia l'uomo sia altri animali.

## Medicina veterinaria
L'infezione da Escherichia coli può colpire diverse specie animali; tra queste le più interessate e le più importanti da un punto di vista economico-zootecnico sono:
- Bovino → Colibacillosi dei bovini
- Ovino → Colibacillosi degli ovini
- Suino → Colibacillosi dei suini
- Equino → Colibacillosi degli equini
- Uccelli → Colibacillosi dei volatili

Da un punto di vista antigenico è da notare che nei ceppi di E. coli di interesse veterinario sono frequenti gli antigeni fimbriali F4 e F5 (conosciuti anche come K88 e K99), codificati da plasmidi e che conferiscono un maggior grado di virulenza ai ceppi che ne sono provvisti.